# 托马斯·L·丹尼尔
托马斯·L·丹尼尔（英語：Thomas Louis Daniel，1954年—）是一位美国生物学家，本科和硕士毕业于威斯康星大学麦迪逊分校，博士毕业于杜克大学，现为華盛頓大學教授，曾进入加州理工学院吴耀祖实验室进行博士后研究，1996年获麦克阿瑟奖。